# Сандавімала I
Сандавімала I (*бірм. ပထမ စန္ဒာဝိမလရာဇာ, д/н — 30 березня 1707) — 32-й володар М'яу-У в 1700—1707 роках.

## Життєпис
Онук володаря Тадо Мінтаї, про батьків відомостей немає. 1700 року після повалення або природньої смерті троюрідного небожа Нарадіпаті I отримав владу. Втім не зміг зміцнити ситуацію, змушений був погодитися із збереження політичного і військового впливу каман (палацової гвардії). Також надав можливість перебиратися до країни афганським найманцям, що поповнювали загони каман.
В перші роки відбувається стабілізація ситуації, більшість бунтівних племен вдалося приборкати. Також вдалося встановити гарні відносини з Азім уш-Шаном, могольським субадаром Бенгалії і Біхару, у противагу дивану Муршиду Кулі-хану, намагаючись покращити торгівельні відносини. В подальшому став розраховувати на підтримку моголів за позбавлення влади каман, проте без успіху. 1707 року був повалений та замінений родичем Сандатурією II.